# نانسي هاني
نانسي هاني (بالإنجليزية: Nancy Honey)‏ هي مصورة أمريكية، ولدت في 1948.